# Tristrophis sinicola
Tristrophis sinicola är en fjärilsart som beskrevs av Eugen Wehrli 1939. Tristrophis sinicola ingår i släktet Tristrophis och familjen mätare. Inga underarter finns listade i Catalogue of Life.